# International Drive (Orlando)
International Drive, plus communément appelé I-Drive, est une voie de communication majeure située à Orlando, en Floride, aux États-Unis, qui s'étend sur 17,9 km. Il s'agit de la principale artère touristique de la ville. I-Drive est situé à plusieurs kilomètres au sud-ouest du centre-ville d'Orlando, à l'extrême sud de la ville. Le secteur International Drive a un objectif similaire à celui du Strip de Las Vegas en tant que cœur touristique de la ville.

## Histoire

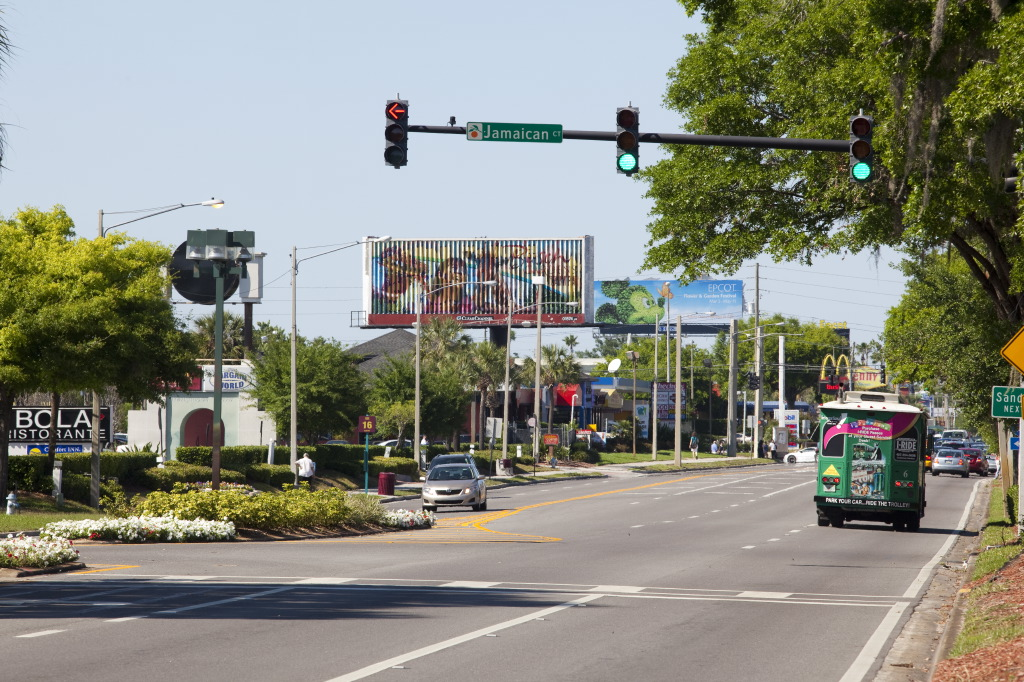
International Drive, au centre touristique d'Orlando.

L'avocat Finley Hamilton a aménagé le premier tronçon d'I-Drive dans les années 60 pour servir son Hilton Inn South, ouvert en mai 1970. Il imaginait qu'une fois que Walt Disney World serait ouvert en octobre 1971, les touristes se garer le long de l'Interstate 4. "Ils ont tous appelé l'hôtel 'Finley's Folly' - oui, tout le monde, tous mes amis", a déclaré Hamilton. "Ils ont dit que c'était dans les archives. ... Mais cela s'est avéré être un grand succès. ... J'ai créé l'International Drive", se souvient-il, "parce que ça sonnait bien..."  International Drive a finalement été étendu à son point nord actuel (où se trouve actuellement Prime Outlets) et au sud après la Beachline Expressway.
Le International Drive Master Transit and Improvement District fut créé en 1992 pour assurer la gestion de la croissance, le transport et le développement des infrastructures de la région avec la collaboration des administrations locales et des entreprises I-Drive. L'un des projets les plus critiques présentés à l'organisation consiste à créer un système de transport efficace pour les touristes sur le Strip d'I-Drive. Cela a conduit à la création du